# Legacy of Sound
I Legacy of Sound erano un gruppo musicale svedese attivo fra il 1993 e il 1996 e formato da Meja Kullersten, Anders Bagge e Peter Swartling, talvolta assistiti dal cantante James Gicho e dai musicisti Lori Perry e Nevada Cato.

## Storia
Formato nel 1992 dalla cantante Meja Kullersten con i musicisti e produttori discografici Anders Bagge e Peter Swartling, i Legacy of Sound sono saliti alla ribalta con il loro singolo di debutto Happy, che ha raggiunto la 18ª posizione della classifica svedese all'inizio del 1993. Il loro album di debutto Holy Groove è uscito su Ariola Records ed è entrato nella classifica nazionale al 47º posto. Il loro secondo disco Tour de Force è stato pubblicato nel 1995 e ha ottenuto minor successo. Il gruppo si è sciolto nel 1996; Meja ha avviato la propria carriera da solista, trovando successo internazionale con il singolo All 'Bout the Money.
Nelle esibizioni dal vivo dei Legacy of Sound, solo Meja mostrava il volto; i musicisti Anders Bagge e Peter Swartling erano invece soliti indossare costumi da ranocchio.

## Discografia

### Album in studio
- 1993 – Holy Groove
- 1995 – Tour de Force

### Raccolte
- 1996 – Legacy of Sound

### Singoli
- 1993 – Happy
- 1993 – When Is It Love
- 1993 – Feel So Good
- 1993 – I Can't Let U Go
- 1994 – Livin' & Learnin'
- 1994 – Woman in Me
- 1995 – Wait
- 1995 – I Wanna Give You My Lovin'
- 1996 – Boy Don't Miss the Train